# Richard Steele
Richard Steele (Dublin, 12 de março de 1672 — País de Gales, 1 de setembro de 1729) foi um político e dramaturgo irlandês. É lembrado como o cofundador, com seu amigo Joseph Addison, da revista The Spectator.
Steele tornou-se membro do Parlamento do Reino Unido em 1713.

## Trabalhos
O primeiro trabalho publicado de Steele, The Christian Hero (1701), tentou apontar as diferenças entre a masculinidade percebida e a real. Escrito enquanto Steele servia no exército, expressava sua ideia de um panfleto de instrução moral. O herói cristão acabou sendo ridicularizado pelo que alguns pensaram ser hipocrisia, porque Steele não seguia necessariamente sua própria pregação.
Steele escreveu uma comédia no mesmo ano intitulada The Funeral. Esta peça obteve grande sucesso e foi apresentada em Drury Lane, chamando a atenção do Rei e do Partido Whig. Em seguida, Steele escreveu The Lying Lover, uma das primeiras comédias sentimentais, mas um fracasso no palco. Em 1705, Steele escreveu The Tender Husband com contribuições de Addison, e mais tarde naquele ano escreveu o prólogo de The Mistake, de John Vanbrugh, também um membro importante do Whig Kit-Kat Club com Addison e Steele.
Ele escreveu um prefácio para a peça de comédia de 1716 de Addison, The Drummer.

## Publicações

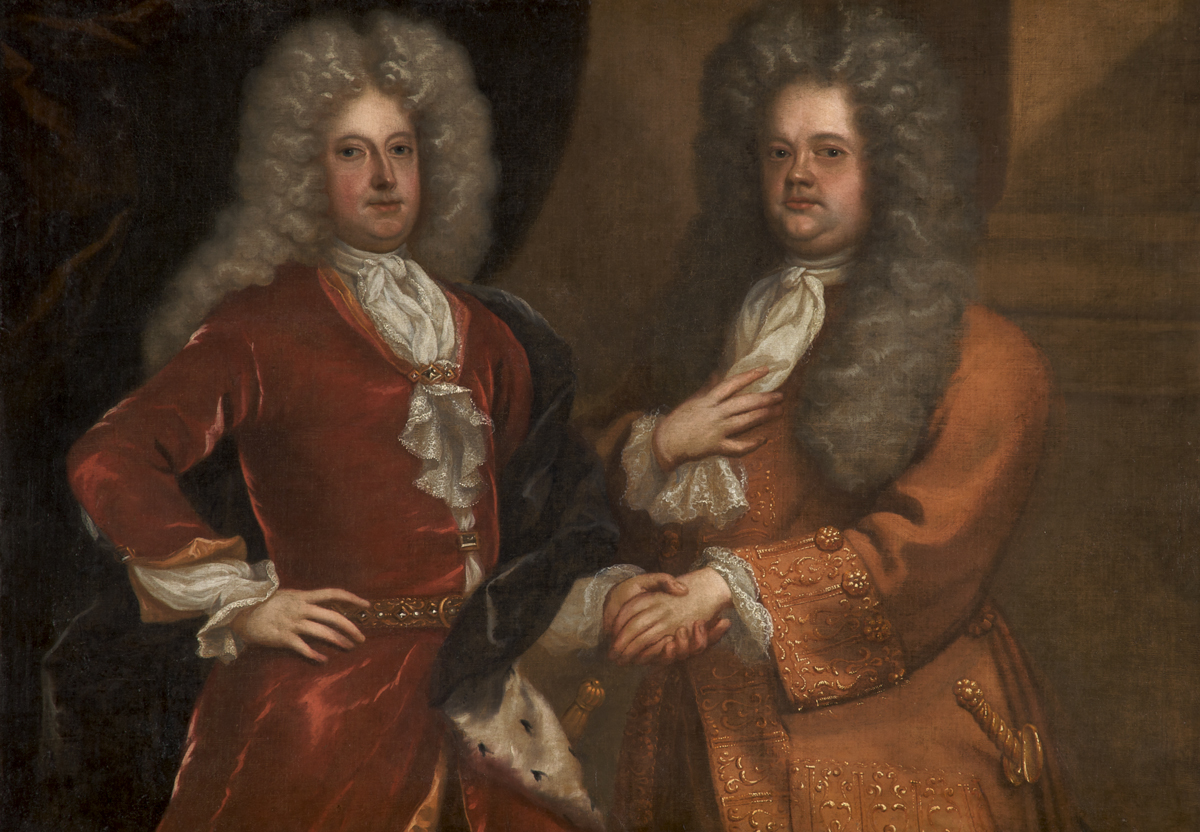
Dos 271 ensaios publicados no The Tatler, Joseph Addison (à esquerda) escreveu 42, Richard Steele (à direita) escreveu aproximadamente 188 e o resto foram colaborações entre os dois escritores.

The Tatler, o primeiro jornal de Steele, foi publicado pela primeira vez em 12 de abril de 1709 e publicado três vezes por semana: às terças, quintas e sábados. Steele escreveu este periódico sob o pseudônimo de Isaac Bickerstaff e deu a Bickerstaff uma personalidade inteira e totalmente desenvolvida.
Steele descreveu seu motivo ao escrever The Tatler como "expor as falsas artes da vida, tirar os disfarces de astúcia, vaidade e afetação e recomendar uma simplicidade geral em nossas roupas, discurso e comportamento". Steele fundou a revista e, embora ele e Addison colaborassem, Steele escreveu a maioria dos ensaios; Steele escreveu cerca de 188 do total de 271 e Addison 42, com 36 representando os trabalhos colaborativos do par. Embora Addison tenha contribuído para The Tatler, é amplamente considerado como o trabalho de Steele.
O Tatler foi fechado para evitar as complicações de dirigir uma publicação Whig que foi atacada pelos conservadores. Addison e Steele fundaram o The Spectator em 1711 e também o Guardian em 1713.